# العقب (ذي السفال)

تعديل مصدري - تعديل

العقب محلة تابعة لقرية المركبة، التابعة لعزلة بني عبد الله بمديرية ذي السفال إحدى مديريات محافظة إب في الجمهورية اليمنية، بلغ تعداد سكانها 556 حسب تعداد اليمن لعام 2004.